# Estadio Jaraguay
El Estadio Jaraguay es un escenario de fútbol localizado en la ciudad de Montería, capital del departamento de Córdoba en Colombia. En este escenario juega sus partidos como local el equipo Jaguares de Córdoba de la Categoría Primera A. Tiene aforo para 12 000 espectadores.

## Inauguración

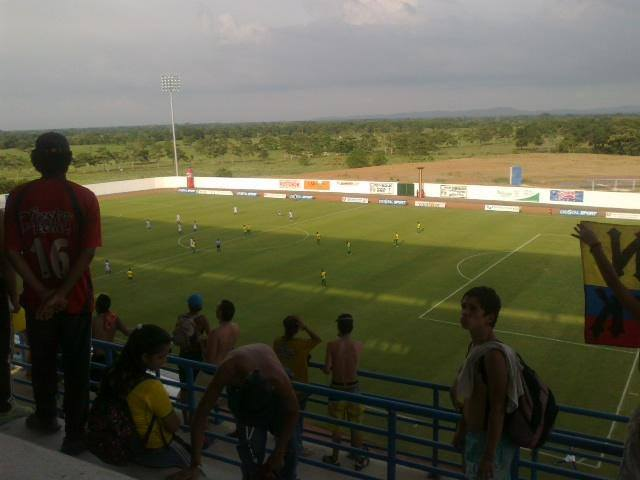
Estadio Municipal de Montería

El escenario fue usado por primera vez en la ceremonia inaugural de los Juegos Deportivos Nacionales de Colombia el 3 de noviembre de 2012. En la ceremonia, para el encendido del pebetero del Fuego Deportivo, hicieron relevos los medallistas olímpicos Helmut Bellingrodt, Óscar Figueroa y Mariana Pajón, quien entregó el último testimonio al exboxeador y excampeón mundial, Miguel 'Happy' Lora. En el acto, estuvo presente el presidente de Colombia Juan Manuel Santos.

### Primer partido
El 3 de febrero de 2013 se disputó el primer partido de fútbol profesional del equipo Jaguares F.C. contra Real Cartagena correspondiente al Torneo de Primera B con victoria del equipo local ante la presencia de 8000 espectadores.

## Datos del estadio
- Inauguración: 3 de noviembre de 2012
- Dirección: Kilómetro 7, Vía a Planeta Rica
- Medidas del campo de juego: 105 m de largo por 68 m de ancho
- Aforo total: 12 000 espectadores (fase 2 de 4)

## Segunda fase
El estadio de la ciudad de Montería será terminado en 4 etapas para un total de 44 000 espectadores. Este es administrado por la ciudad de Montería, ya que es la casa del equipo de fútbol profesional colombiano Jaguares, equipo perteneciente a la Primera A desde 2015. La segunda fase que contempla parte de las tribunas de oriente, norte y sur, tendrá capacidad para 22 000 aficionados. El proyecto en su tercera fase albergará 32 000 espectadores, quedando totalmente acorde para la disputa de encuentros internacionales. 
Para el año 2015 con el ascenso del equipo a primera  A profesional se inició la segunda etapa de ampliación con la construcción de la tribuna oriental, aumentando la capacidad a 12 000 espectadores. 
Sin embargo esta segunda fase no se ha terminado porque aun falta construir las tribunas norte y sur que tendrán capacidad para 2500 personas cada una. Con estas obras el estadio de la ciudad quedara completamente rodeado y terminado en su fase 2, según exigencias de la Dimayor, al igual que  canchas alternas, silletería total, cerramiento del complejo deportivo, parqueaderos y cabinas de periodismo, al igual que ampliación y mejoramiento de los camerinos y acceso al mismo estadio es decir nuevas rampas hacia las graderías.
El 14 de julio de 2017 fue entregada la primera parte de la segunda etapa con la inauguración de la tribuna oriental con capacidad para 4000 aficionados. Con esto la capacidad total queda en 12 000 personas que van al estadio alentar al aquipo de la ciudad.
El 11 de noviembre se confirma por parte del Alcalde de Montería, Marcos Daniel Pineda García que el estadio Jaraguay tendrá de las mejores iluminaciones del país. Se invertirán 6597 millones con dineros públicos en la iluminación del estadio.
El estadio contará Cuatro torres de 51 metros de altura y 360 bombillas led que serán traídas desde Italia, para dejar el Jaraguay como uno de los escenarios deportivos mejor alumbrados del país, con capacidad para albergar eventos de talla internacional como la Copa Libertadores o la Copa Sudamericana.